# Ochmastis
Ochmastis é um gênero de traça pertencente à família Agonoxenidae.